# Egerszalók
Egerszalók község Heves vármegyében, az Egri járásban. A településtől északra a Laskó-patak felduzzasztásával létrehozott, 130 hektáros víztározó és horgásztó, délre pedig gyógyfürdő, szálloda, kemping miatt turisztikai célpont.

## Fekvése

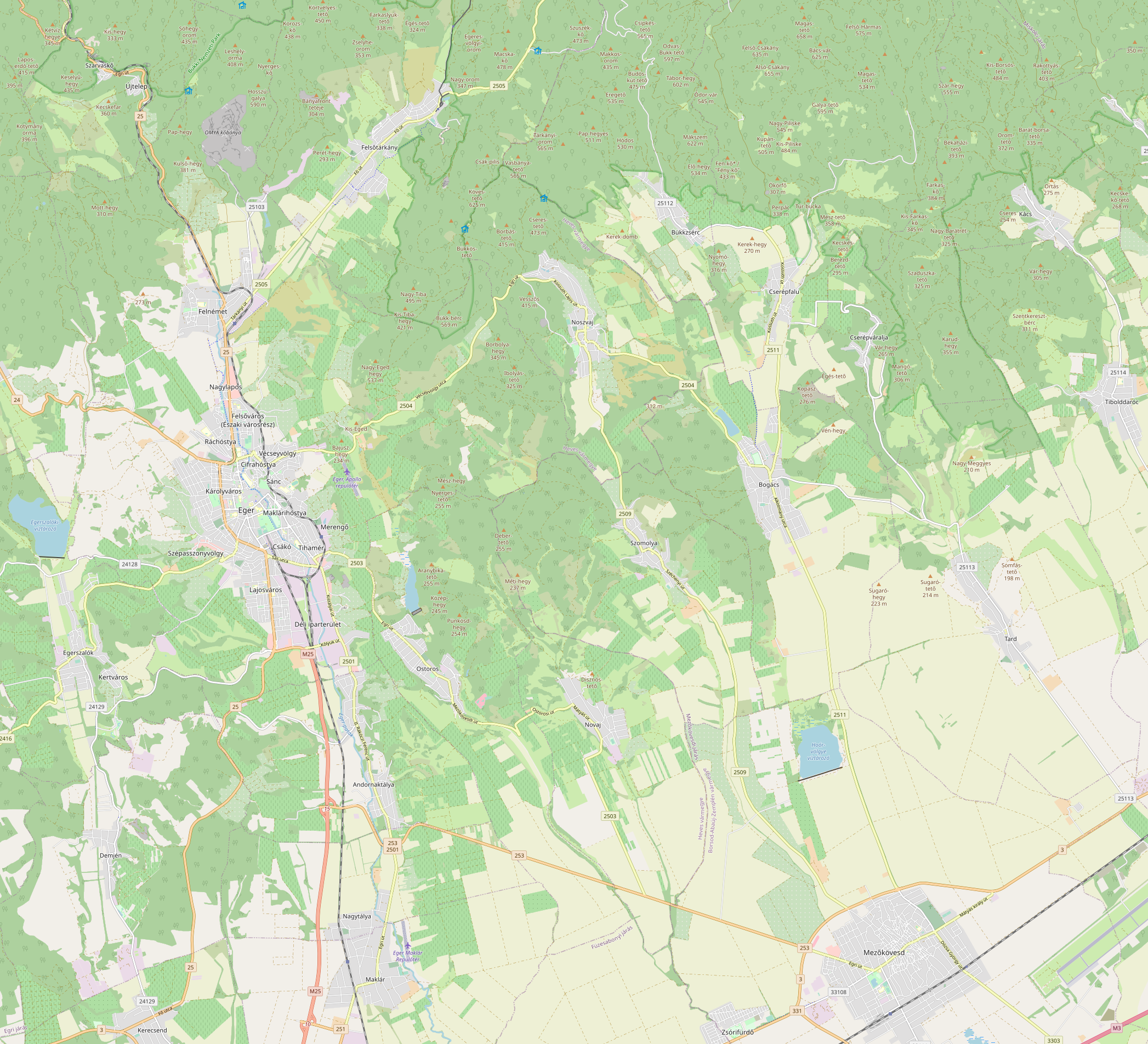
A község Eger környékének térképén

Egertől 5 km-re, az Egri-Bükkalja területén, a Laskó-patak völgyében, a 2416-os és a 24 129-es utak találkozásánál található; az előbbi út kelet–nyugati irányban biztosít közúti kapcsolatokat a környező települések felé, az utóbbi pedig Kerecsendnél a 25-ös főútból kiágazva a 3-as főút térségével kapcsolja össze a községet. Határszélét északon érinti még a 24 128-as út is.

## Története
Szalók a honfoglalás óta lakott hely volt, a Szalók nemzetség ősi birtoka. A település valószínűleg a tatárok áldozatául esett, mivel az 1248-as okiratokban nevét már terra Zolouknak írják, a fennmaradt oklevelekben is ekkor említik első ízben.
1248-ban, 1318-ban, 1323-ban, Kocs (Coch, Koch) szomszédjaként írják az oklevelekben. 1261-ben a Szalók nemzetségbeli Pál és Achilles 8 millió garasért megvásárolta Becsenegh és fia Verpleth (vásárolt) Szalókkal szomszédos Kocson levő földjét. 1262-ben ugyanezen Pál és Achilles a Bechenektől (Becsenegh) és fiától Velprethtől vásárolt kocsi földet ugyanannyiért eladták Benedeknek és Lodomernak, László zempléni főesperes testvéreinek, Szalók nemzetségbeli Ádám (Ade de eodem gen. Zalouk) beleegyezésével; e föld az egri püspök, a káptalan és Tek földje szomszédságában terült el.
1551-ben, a török időkben végzett összeírás szerint csak 17 család élt itt. Két évvel később Szalók ismét pusztává vált, azonban hamarosan újranépesedett. 1579-ben a települést már Egyházasszalók néven írják az okiratok. 1550-es évektől és 1730-as évekig Szalók többször vált néptelenné, de mindig újranépesedett. 1731-ben német telepesek érkeztek a községbe, majd a 18. század közepétől ismét sok magyar is. Szalók lakossága főleg mezőgazdaságból és szőlőtermelésből él, de sokan vállaltak munkát, vagy költöztek el a közeli városokba is.

## Közélete

### Polgármesterei
- 1990–1994: Sinkó István (független)[4]
- 1994–1998: Sinkó István (független)[5]
- 1998–2002: Tőgyi Gábor (független)[6]
- 2002–2006: Tőgyi Gábor (független)[7]
- 2006–2010: Tőgyi Gábor (független)[8]
- 2010–2014: Tőgyi Gábor (független)[9]
- 2014–2015: Tőgyi Gábor (független)[10]
- 2015–2019: Varga István (független)[11]
- 2019–2024: Varga István (Fidesz-KDNP)[12]
- 2024– : Varga István (Fidesz-KDNP)[1]

A településen 2015. május 18-án időközi polgármester-választást kellett tartani, mert az előző polgármester, Tőgyi Gábor február közepén elhunyt.

| Név          | Jelölő szervezet(ek) | Terminus  | Megjegyzés / Források |
| ------------ | -------------------- | --------- | --- |
| Varga István | Fidesz-KDNP          | 2015–     | A 2024. június 9-én megtartott választáson másodmagával indult, s az 1002 érvényesen leadott szavazat 80,44%-át szerezte meg.                                               |
| Varga István | Fidesz-KDNP          | 2015–     | A 2019. október 13-án megtartott választáson egyedüli jelöltként indult, így a 627 érvényesen leadott szavazat 100%-át szerezte meg.                                        |
| Varga István | független            | 2015–     | A 2015. május 18-án megtartott időközi választáson az 1005 érvényesen leadott szavazatból, hat jelölt közül 424 szavazatot szerzett meg, amivel 42,19%-os eredményt ért el. |
| Tőgyi Gábor  | független            | 1998–2015 | A 2014. október 12-én megtartott választáson a 836 érvényesen leadott szavazatból, három jelölt közül 543 szavazatot szerzett meg, amivel 64,95%-os eredményt ért el.       |
| Tőgyi Gábor  | független            | 1998–2015 | A 2010. október 3-án megtartott választáson a 793 érvényesen leadott szavazatból, három jelölt közül 447 szavazatot szerzett meg, amivel 56,37%-os eredményt ért el.        |
| Tőgyi Gábor  | független            | 1998–2015 | A 2006. október 1-jén megtartott választáson a 873 érvényesen leadott szavazatból, két jelölt közül 594 szavazatot szerzett meg, amivel 68,04%-os eredményt ért el.         |
| Tőgyi Gábor  | független            | 1998–2015 | A 2002. október 20-án megtartott választáson egyedüli jelöltként indult, így a 739 érvényesen leadott szavazat 100%-át szerezte meg.                                        |
| Tőgyi Gábor  | független            | 1998–2015 | Az 1998. október 18-án megtartott választáson a 786 érvényesen leadott szavazatból, két jelölt közül 520 szavazatot szerzett meg, amivel 66,16%-os eredményt ért el.        |
| Sinkó István | független            | 1990–1998 | Az 1994. december 11-én megtartott választáson a 789 érvényesen leadott szavazatból, három jelölt közül 606 szavazatot szerzett meg, amivel 76,81%-os eredményt ért el.     |
| Sinkó István | független            | 1990–1998 | Az 1990-es polgármester-választásról csak annak végeredménye ismert. |

## Népesség
A település népességének változása:
| Lakosok száma | 1927 | 1981 | 1981 | 2104 | 1939 | 1964 | 1976 |
|               | 2013 | 2014 | 2015 | 2021 | 2022 | 2023 | 2024 |

2001-ben a település lakosságának 92%-a magyar, 8%-a cigány nemzetiségűnek vallotta magát.
A 2011-es népszámlálás során a lakosok 85,1%-a magyarnak, 8,3% cigánynak, 0,2% lengyelnek, 0,8% németnek, 0,4% románnak mondta magát (14,6% nem nyilatkozott; a kettős identitások miatt a végösszeg nagyobb lehet 100%-nál). A vallási megoszlás a következő volt: római katolikus 52,7%, református 4,7%, evangélikus 0,2%, görögkatolikus 0,7%, felekezeten kívüli 15,1% (24,9% nem nyilatkozott).
2022-ben a lakosság 91,9%-a vallotta magát magyarnak, 6,1% cigánynak, 1,2% németnek, 0,6% ukránnak, 0,3% lengyelnek, 0,3% szlováknak, 0,1-0,1% szerbnek, románnak, horvátnak, bolgárnak és ruszinnak, 2,9% egyéb, nem hazai nemzetiségűnek (7,7% nem nyilatkozott; a kettős identitások miatt a végösszeg nagyobb lehet 100%-nál). Vallásuk szerint 40,7% volt római katolikus, 5,7% református, 0,7% görög katolikus, 0,3% evangélikus, 0,1% ortodox, 0,9% egyéb keresztény, 0,9% egyéb katolikus, 12% felekezeten kívüli (38,3% nem válaszolt).

## Kocs
Szalók mai határába esett Kocs mára már elpusztult Árpád-kori település is.

### Története
Kocs nevét első ízben 1248-ban említik először az oklevelek, nevét ekkor Coch alakban írják mint Szalókkal határos települést, s mint Vitalis eclericus néhai feleségének, Halmaji András leányának azon kocsi földjét, amelyet hitbérbe néhai Vrbanus egri éneklőkanonoktól kapott; rajta kívül határos volt errefelé Becenek.
1250-ben Szalók nemzetségbeli Leusták egri kanonok végrendelkezett, s unokaöccsére, Thekre (Theconi) hagyta azon körülhatárolt kocsi földjét, melyet Rosa asszonytól, Vitalis clericus néhai feleségétől bírt, valamint homokkocsi földjét (Szabolcs m.).
1261-ben Bechenegh és fia Verpereth azon vásárolt kocsi földrészt, mely őket a Bencs és Bencsen atyafiokat illeti, 8 M-ért eladták Szalók nb. Pálnak és Achillesnek. 1262-ben ugyane Pál és Achilles a Bechenektől és fiától, Velprethtől vásárolt kocsi földet ugyancsak 8 M-ért eladták Benedeknek és Ladomérnek, László zempléni főesperes testvéreinek, Szalók nb. Ádám (Ade de eodem gen. Zalouk) beleegyezésével; e föld az egri püspök és káptalan és Tek földje szomszédságában terült el. 1275-ben Kocs tizedét az egri püspök visszaadta a káptalannak.
1318-ban és 1323-ban a káptalan birtokának mondják Szalók (Egerszalók) szomszédságában.
Ma puszta, Egerszalók határában északra, és helynév Eger határában Ny-ra: Nagy-Kocs, Kis-Kocs szőlőhegy. 1886-os térképen Kocs völgy, Kocs tető.

## Gyógyfürdője
A település déli részén 410 méter mélyről feltörő, 65-68 Celsius fokos hőforrás domboldalon lefolyó vize a felfakadása óta eltelt idő alatt csodálatos természeti képződményt – 120 négyzetméteres mészkőlerakódást – épített ki. A forrás vize kalciumot, nátriumot, magnéziumot és ként is tartalmazó, hidrogénkarbonátos gyógyvíz, melynek metakovasav-tartalma is jelentős. A vizet 1992-ben az Egészségügyi Minisztérium gyógyhatásúnak minősítette. 2002-ig egy kisebb medencében ingyen élvezhették a kellemes gyógyvizet a gyakran messziről érkező turisták.
Értékét felismerve a falu a 2004–2007 között épült gyógyfürdőre alapozott gyógyturizmus központja lett. Azóta évente sokan keresik fel, a víz főleg csontsérülések, ízületi és reumatikus bántalmakban szenvedők részére hatásos, de ivókúrára is javallott.

### A sódomb
A feltörő gyógyvíz a lehűlésekor kevesebb oldott anyagot tud megtartani, mint addig, s a különbözet kicsapódva úgynevezett sódombot hoz létre. Hasonló csak Pamukkaléban (Törökország), és a Yellowstone Nemzeti Parkban (USA) található.

## Horgásztó
A Laskó-patak felduzzasztásával kialakított tó a környék legnagyobb vízfelülete, mely kitűnő horgász- és kirándulóhely.

## Egyéb nevezetességei
- Római katolikus templom. 1738-ban épült barokk stílusban. Szűz Mária tiszteletére van felszentelve. Nyaranta itt keresztény ifjúsági találkozót rendeznek.[23]
- Római katolikus plébániaház. 1831 és 1834 között épült, késő barokk stílusban.
- Nepomuki Szent János szobor. Az 1800-as években készült, késő barokk stílusban.
- Kőhíd. A Laskó-patakon átívelő egylyukú kőhíd, a 19. században készült.
- Barlanglakások. A Sáfrány utca végén több, egybefüggő barlanglakás felújításával és konzerválásával skanzent alakítottak ki. A barlanglakásokat az 1960-as évekig lakták, némelyiket ma is használják, például nyárikonyhának. A skanzenben a helyi életvitelt is bemutatják. 2011 augusztusában minden nap megtekinthető volt.[24]
- Kaptárkövek. A vulkanikus eredetű, kiálló kövekbe vájt fülkék célja vitatott. A néphagyomány többféle magyarázatot is kínál. Egyes kaptárkövekben az elnevezésüket igazoló módon méhviasz maradványokat is találtak.[25]
- Borospincék. A településen számos borászat található, némelyik különleges kialakítású pincékben fogadja a látogatókat.[26][27]

## Sportélete
Az Egerszalók SE labdarúgóklubot 1950-ben alapították. Megyei bajnokságban szerepel.

## Testvérvárosai
- Kelmė, Litvánia

## Képek

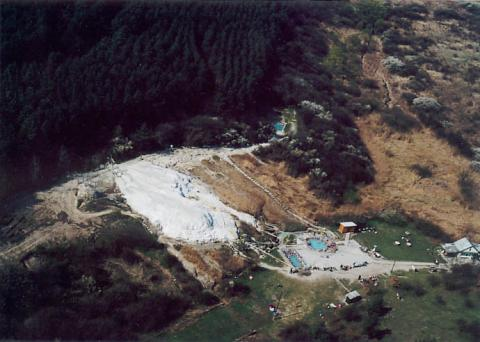
Légi felvétel a sódombról
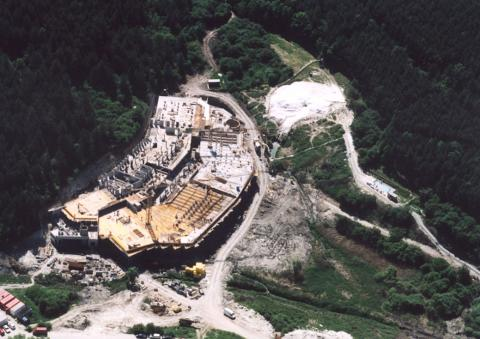
légi fotó a Saliris Resort hotelről és környékéről
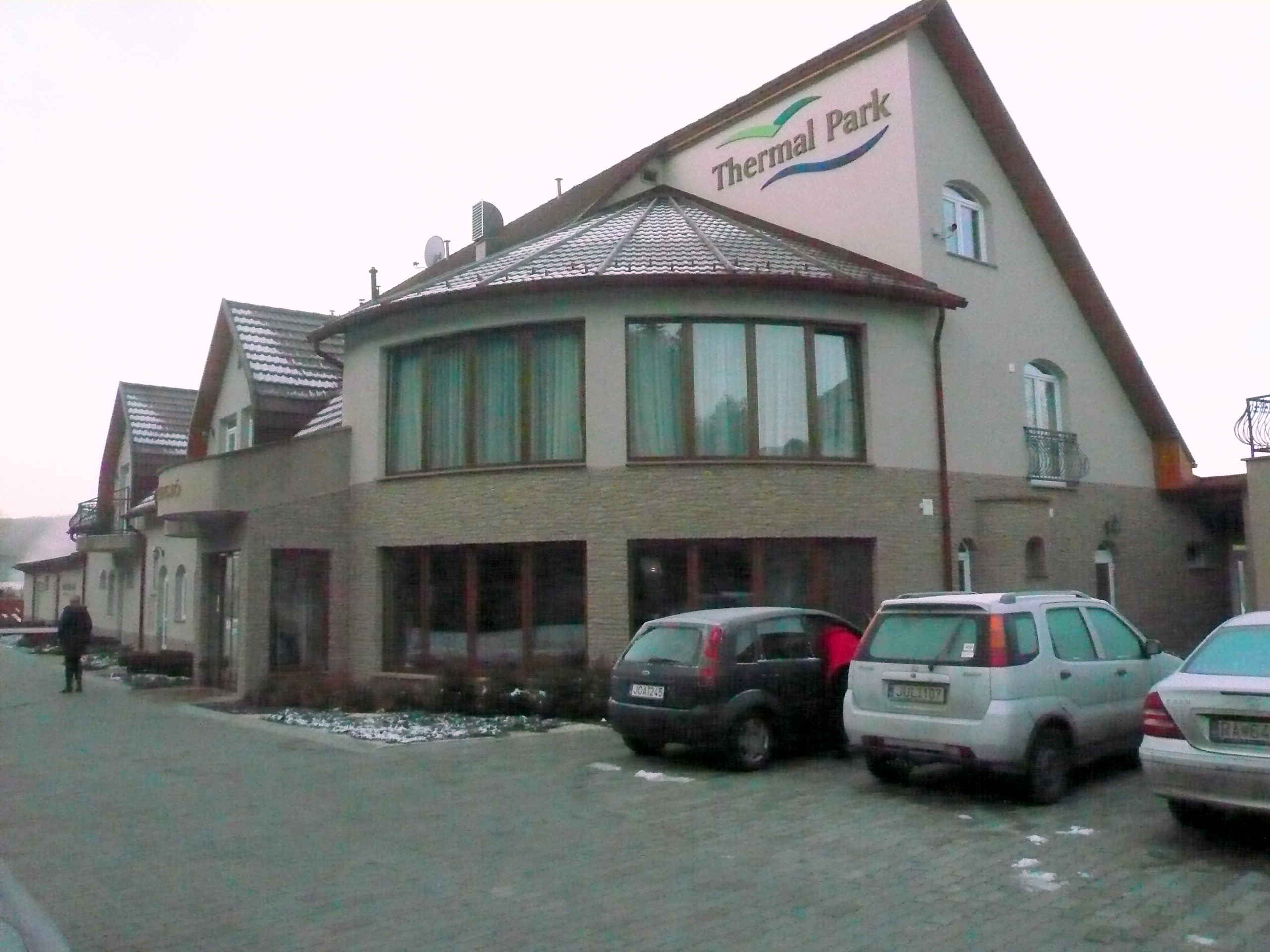
A Thermal Park apartmanhotel
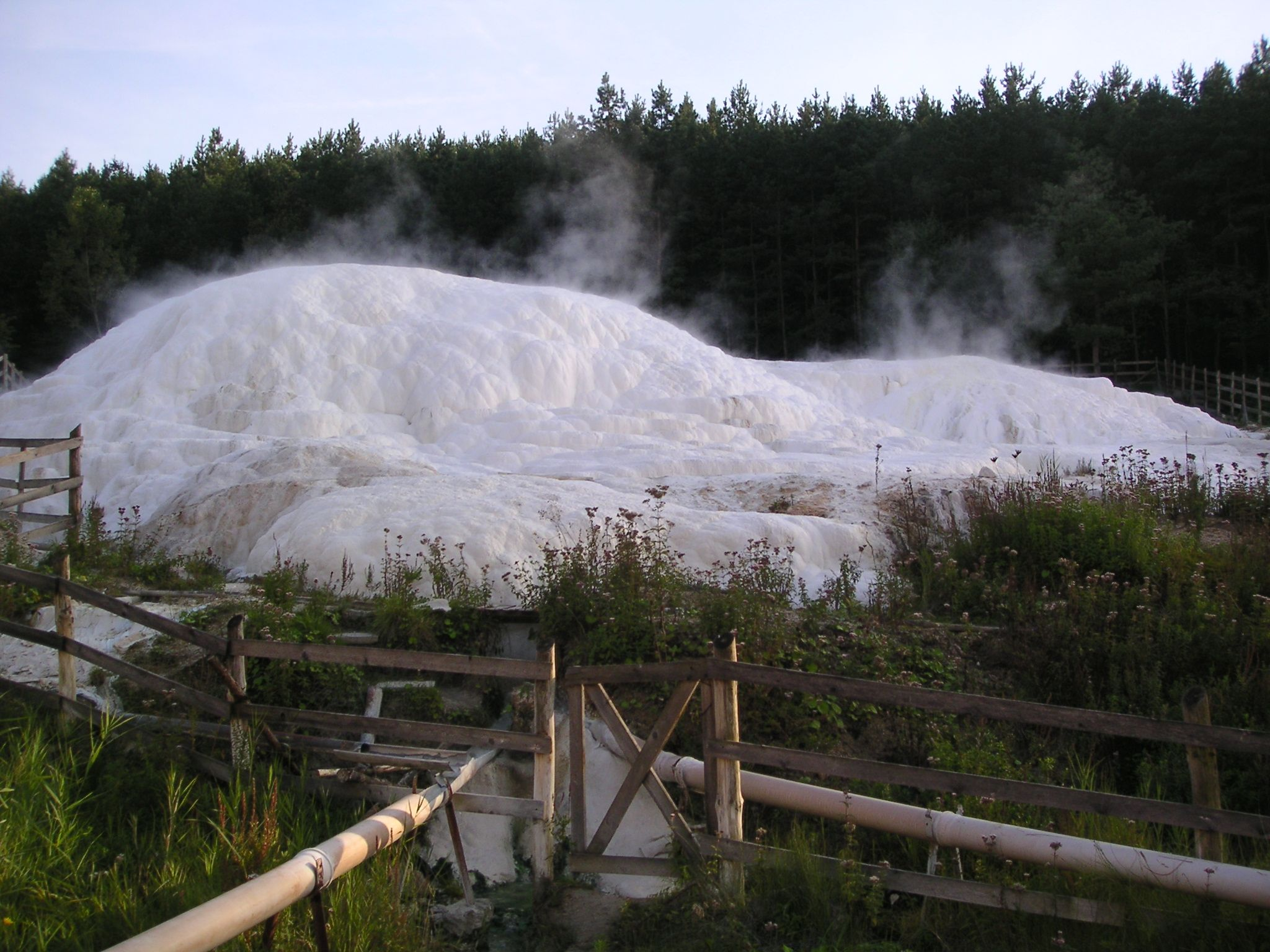
A sódomb
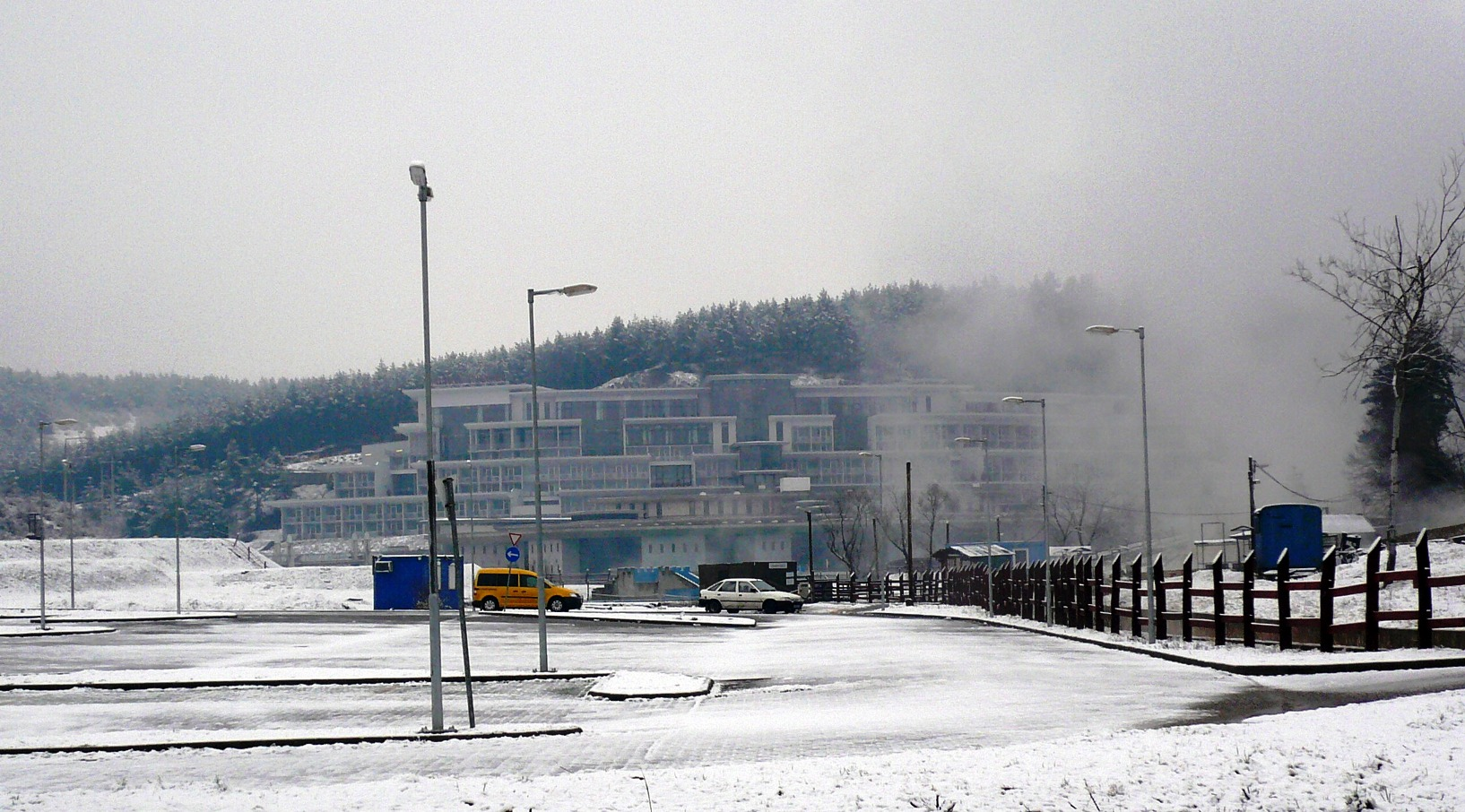
A Saliris Resort hotel
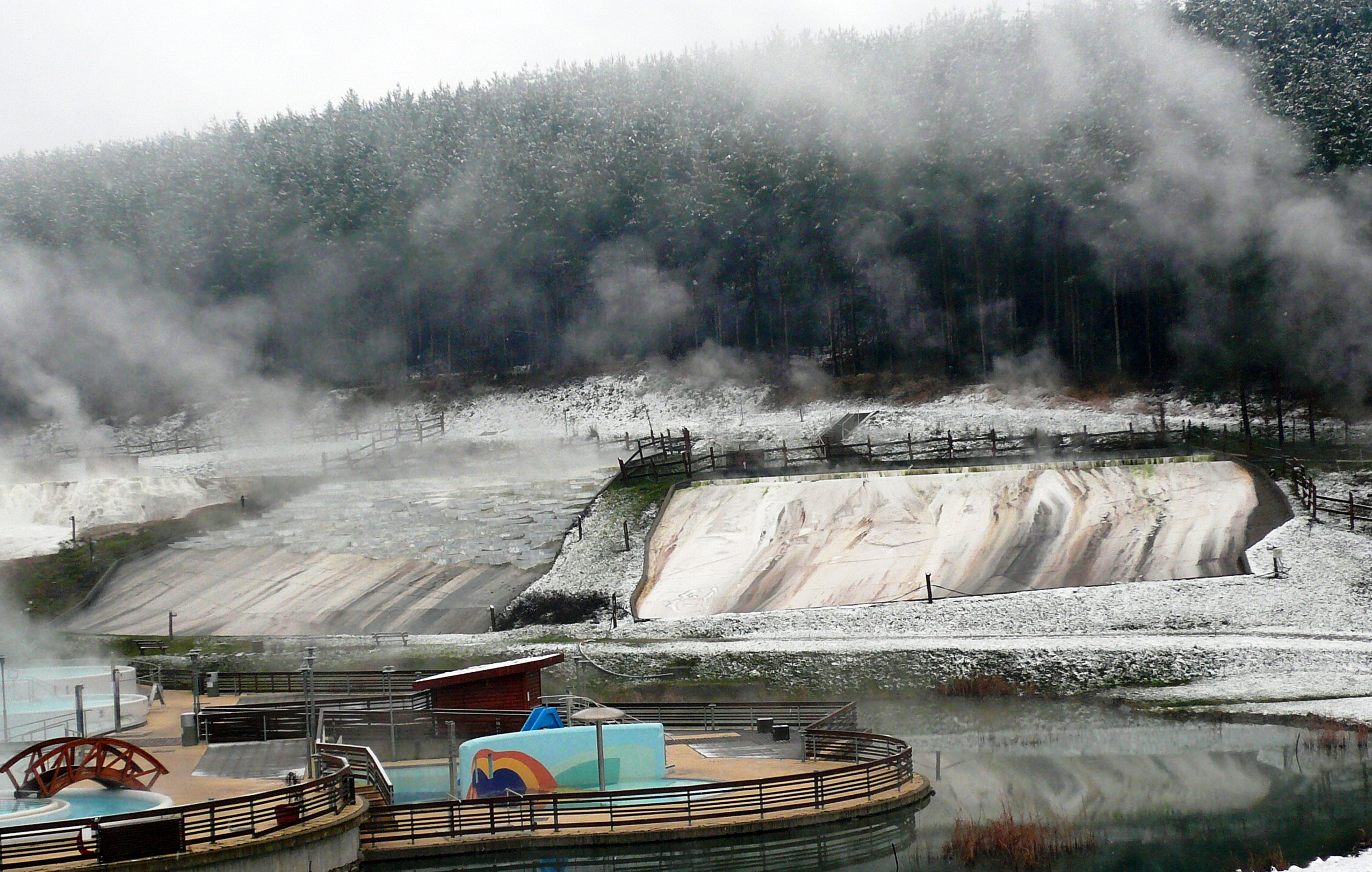
Mészkőlerakódás a termálvíztől
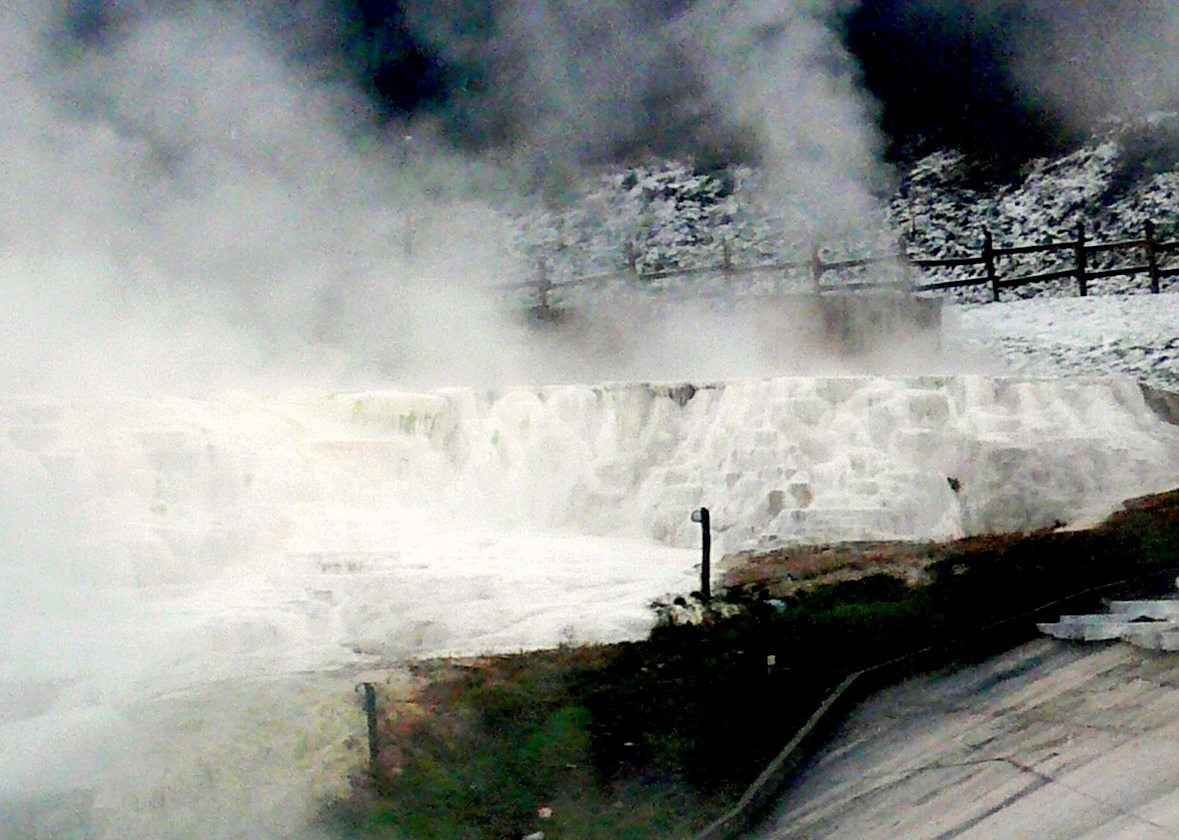
A „sódomb”, ásványianyag lerakódás
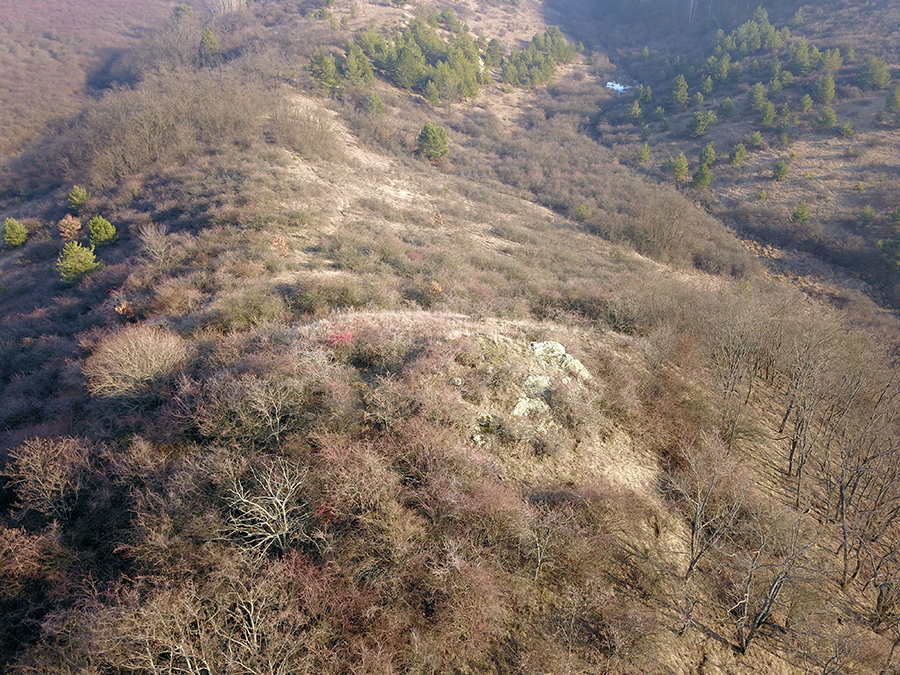
Egerszalók – Maklyán vár, légi fotó